# Daigo-ji
Daigo-ji (jap. 醍醐寺) – buddyjski kompleks świątynny w Kioto, w Japonii, usytuowany w dzielnicy Fushimi.
Kompleks należy do gałęzi Shingon buddyzmu i jest poświęcony uzdrawiającemu aspektowi Buddy, Yakushi Nyorai jako honzon (główny obiekt kultu w świątyni, zwykle budda lub bodhisattwa). Został utworzony w 874 roku przez mnicha o imieniu Shōbō (pośmiertnie Rigen-daishi), który nadał mu nazwę Daigo, odnoszącą się do pięciu stopni nauczania Buddy. Kompleks składa się z 70 drewnianych budynków, z których 18 jest uznanych za Skarb Narodowy Japonii. Obiekt jako całość jest wpisany na listę światowego dziedzictwa UNESCO jako jedno z 17 miejsc w starożytnym Kioto (Kioto, Uji i Ōtsu).
Kompleks składa się z trzech zasadniczych części: Shimo-Daigo (dolna Daigo) i Kami-Daigo (górna) oraz Sanbō-in (三宝院 Sanbō-in). Duży wkład w rozwój klasztoru włożyli cesarze Daigo, Suzaku i Murakami.
W 907 roku na polecenie cesarza Daigo zbudowano pawilon Yakushi-dō, który był głównym budynkiem górnej świątyni, a obecnie jest uznawany za Skarb Narodowy Japonii.
Dolna świątynia Shimo-Daigo zaczęła być budowana od 926 roku – od momentu, gdy klasztor został ufundowany przez cesarza. W tym to roku cesarz Daigo zbudował główny złoty pawilon (Kondō). Budynek spłonął dwukrotnie. Obecny jest przeniesiony z miasta Yuasa w prefekturze Wakayama. Był zaplanowany na zlecenie Hideyoshiego Toyotomiego, a dokończony przez jego syna Hideyoriego w 1600 roku. Z okresu panowania cesarzy Suzaku i Murakamiego pochodzi kolejny budynek należący do skarbów narodowych – pięciopiętrowa pagoda, uważana za najstarszy istniejący zachowany budynek w Kioto. Budowa pagody została rozpoczęta przez cesarza Suzaku, najstarszego syna cesarza Daigo w 936 roku w celu uczczenia duszy Daigo. Pagodę ukończono w 951 roku za panowania Murakamiego.
Trzecia, najmłodsza część kompleksu świątyni – Sanbō-in (三宝院 Sanbō-in) – została zbudowana w okresie Azuchi-Momoyama. Większość budynków i ogrody datują się na XVI wiek.
W 1598 roku Hideyoshi Toyotomi przebudował klasztor i przearanżował ogrody świątyni, która stała się obecnie jedną z najważniejszych świątyń odłamu Shingon.

## Galeria

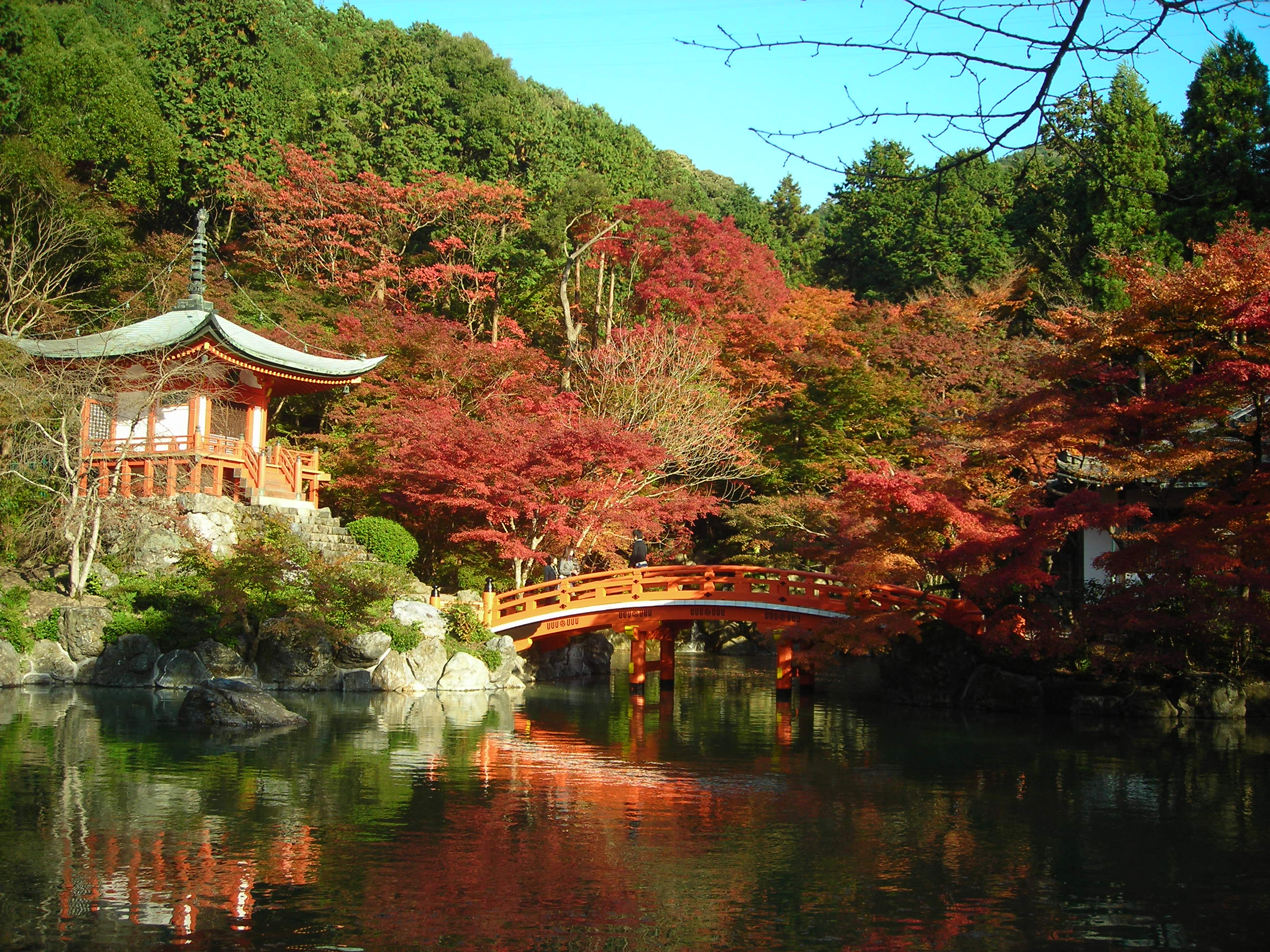
Daigo-ji jesienią, pawilon Benten-dō
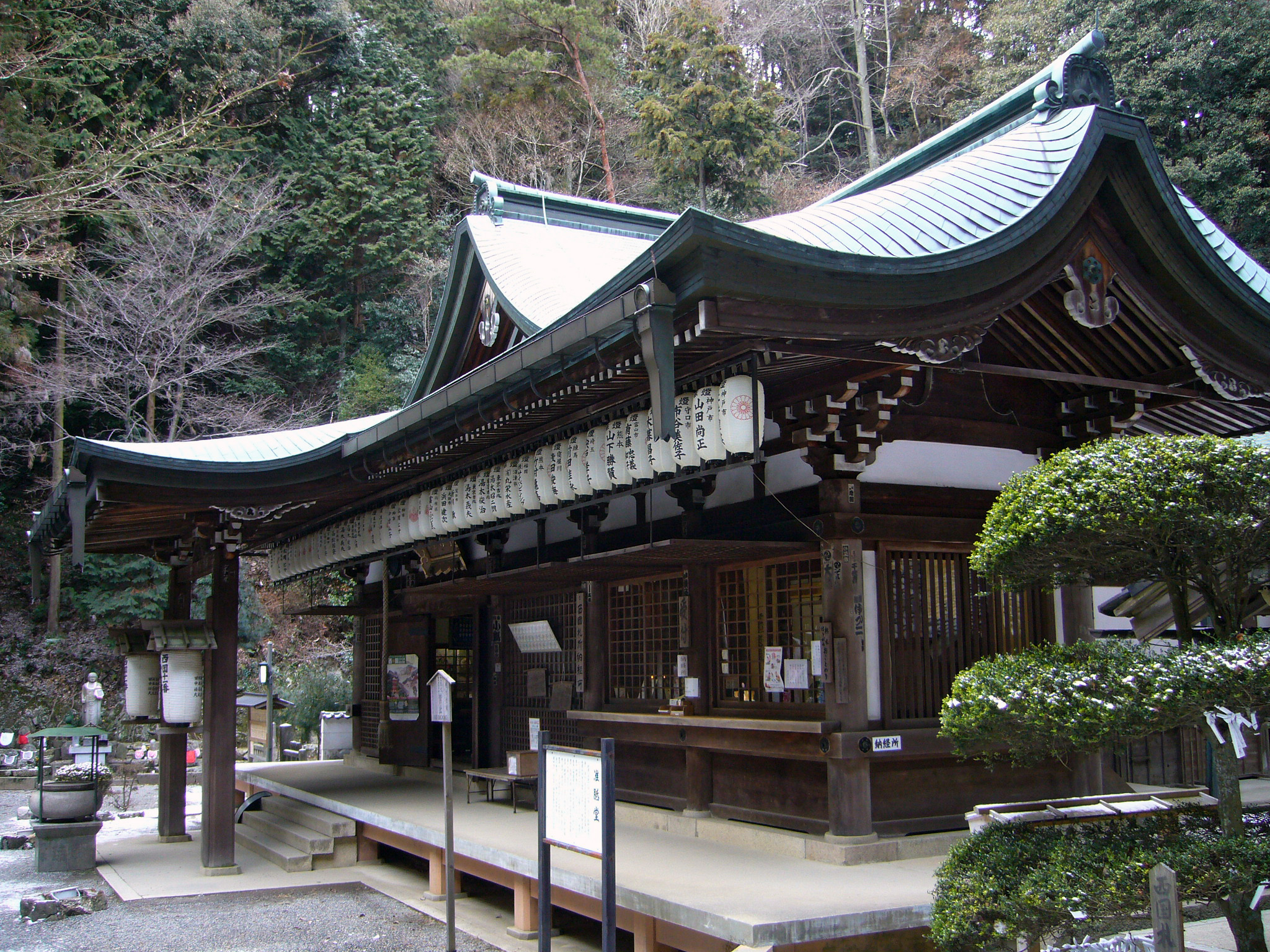
Kami-Daigo
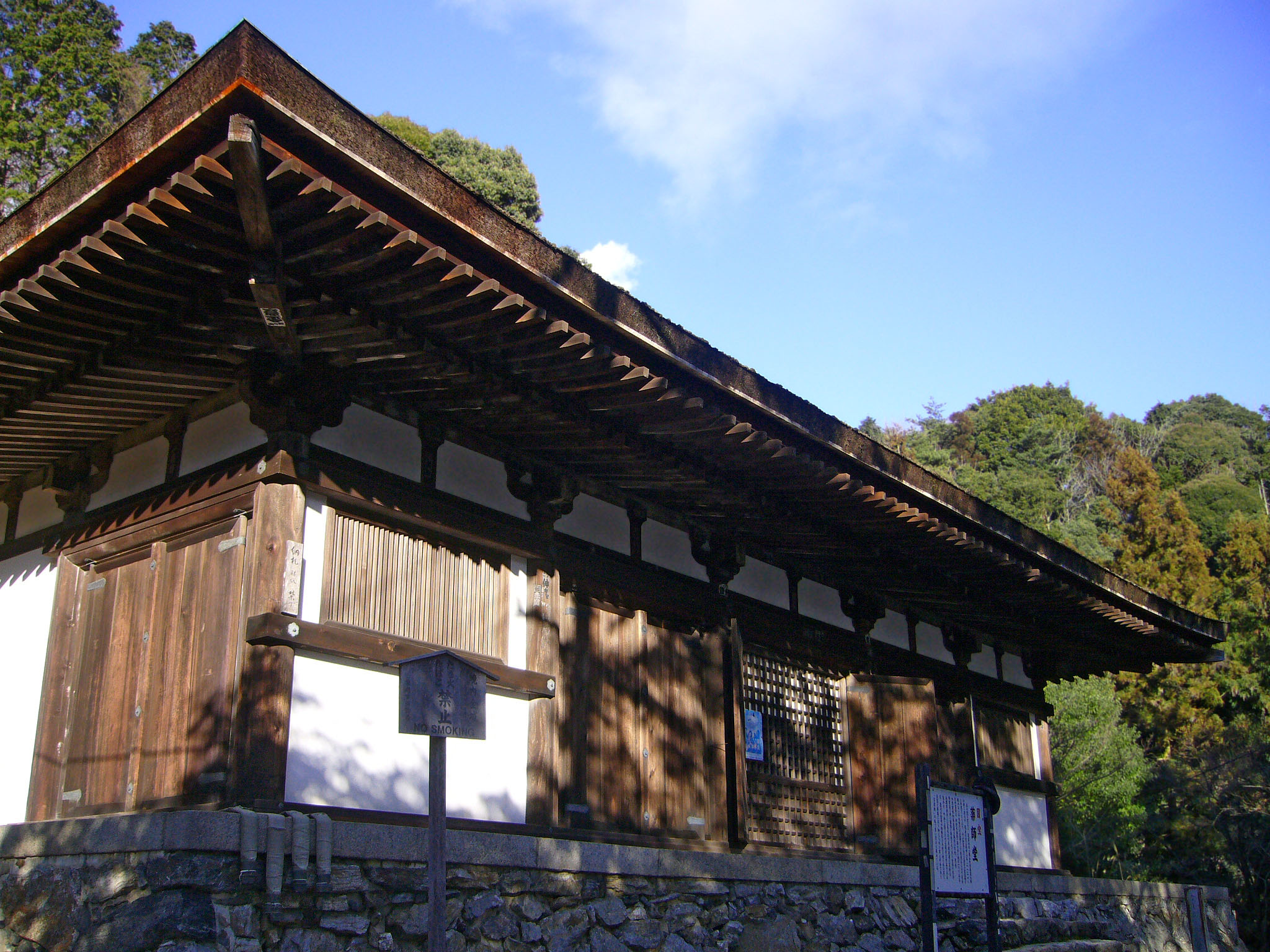
Yakushi-dō
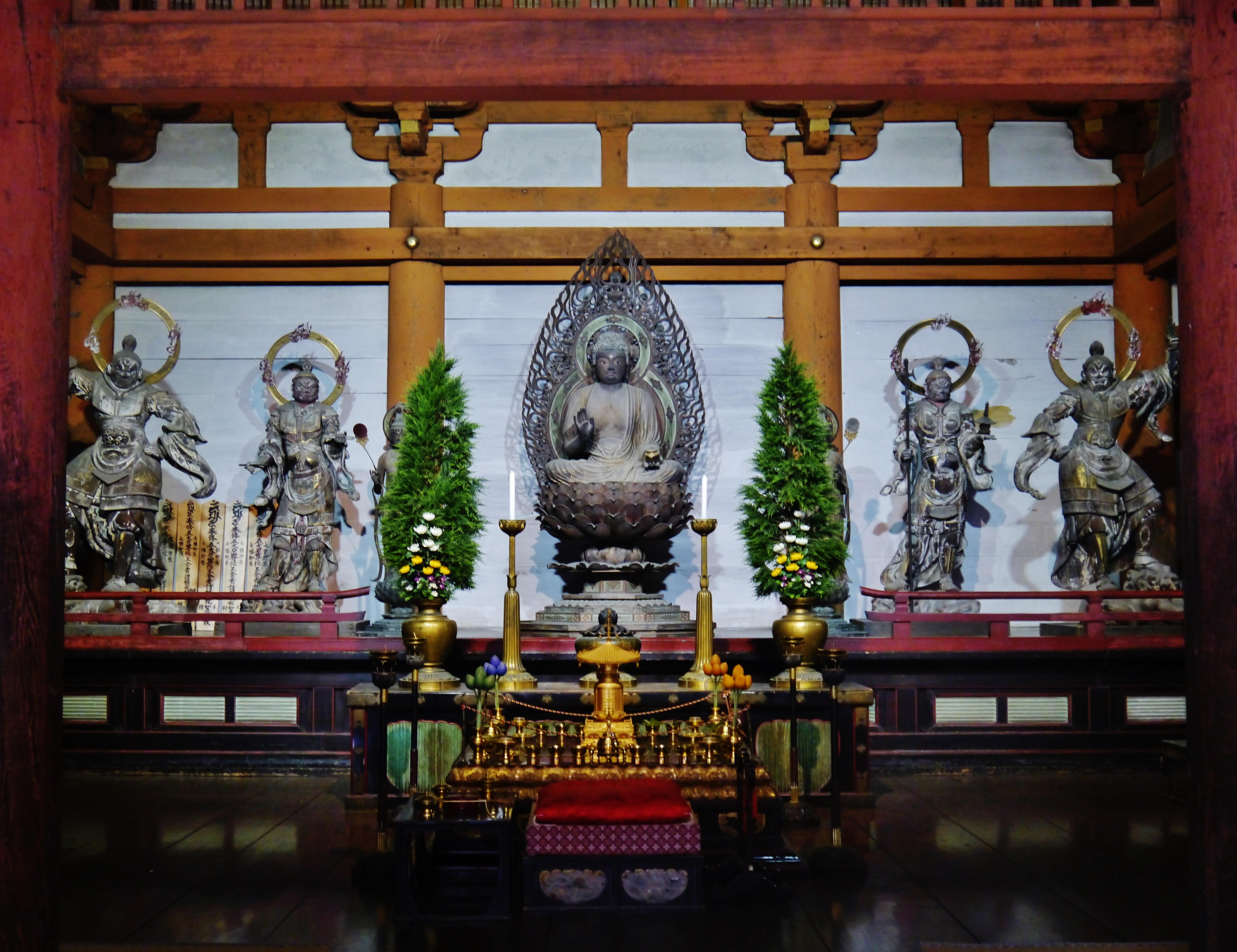
Ołtarz w głównym pawilonie
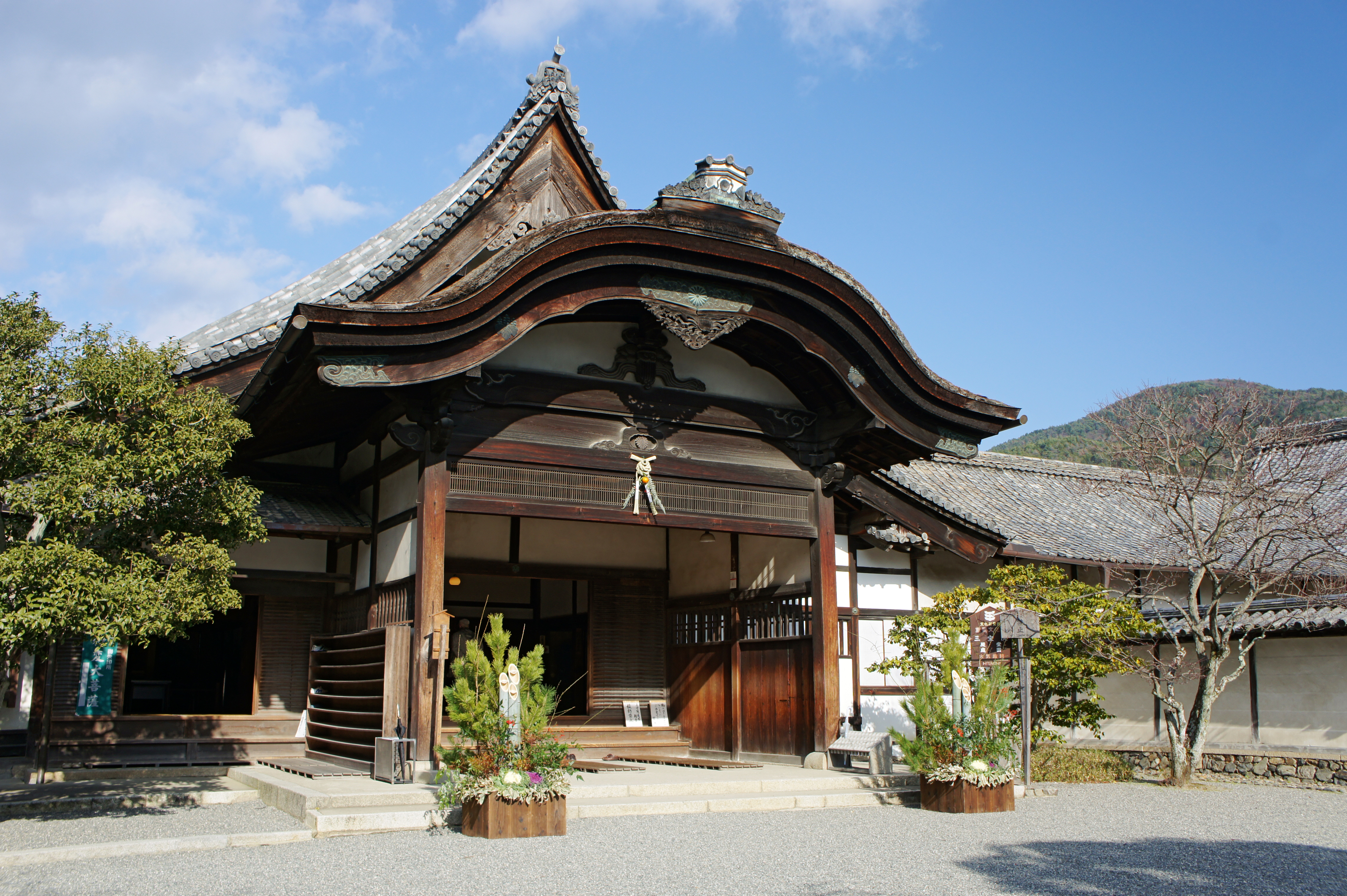
Sanbō-in